# اس‌جی‌آر ۱۸۰۶–۲۰
اس‌جی‌آر ۱۸۰۶-۲۰ یک نوع ستاره نوترونی است که مگنتار نامیده می‌شود و در صورت فلکی کمان قرار دارد. فاصله این مگنتار از زمین حدود 50 هزار سال نوری است.

## انفجار ستاره لرزه در مگنتار SGR 1806-20
در ۲۷ دسامبر ۲۰۰۴ تشعشع‌های حاصل از انفجاری که در سطح این ستاره رخ داد به زمین رسید. این انفجار چنان انرژی در یک دهم ثانیه آزاد کرد که خورشید منظومه ما در طی ۱۰۰،۰۰۰ سال آزاد می‌کند. این درخشان‌ترین رویدادی است که در روی زمین با منشا خارج از منظومه شمسی دیده شده‌است. چنین انفجاری اگر در فاصله چند ده سال نوری از زمین رخ می داد می توانست با نابودی لایه ازن ، حیات بر روی کره زمین را برای همیشه نابود کند و اثری مشابه یک انفجار هسته ای با قدرت 12 هزار تن TNT در فاصله 7.5 کیلومتری ایجاد میکرد.